# Charles Fourier
François Marie Charles Fourier (Besançon, 1772. április 7. – Párizs, 1837. október 10.) francia filozófus, utópista szocialista. Fourier elképzelései inspirálták a dallasi kommunista közösség (La Reunion) megalapítását, csakúgy mint több más közösségét az Egyesült Államokban, Franciaországban valamint Belgiumban, többek között a North American Phalanx nevezetűt mely a New Jersey állambeli Red Bankban működött 1841 és 1856 között.

## Életpályája
Gazdag kereskedőcsalád gyermekeként maga is kereskedőnek tanult, majd tanulmányait félbeszakítva beutazta Nyugat-Európát, majd Lyonba költözött. A francia forradalom alatt a jakobinusok kiforgatták vagyonából, őt pedig kényszerrel besorozták maguk közé. Gazdasági és pénzügyi tanulmányokba kezdett. Legjelentősebb műve 1808-ban A négy mozgás és az általános rendeltetések elmélete címmel jelent meg, mely magyarul 1977-ben látott napvilágot. Filozófiai munkái számos filozófiai irányzatra gyakoroltak hatást, utópista elképzeléseit utódai továbbfejlesztették. Fourier alkotta meg a feminizmus szót 1837-ben; korábban 1808-ban kifejtette, hogy a női jogok kiterjesztése a szociális fejlődés alapköve. Élete vége felé Párizsba költözött, ahol 1837. október 10-én érte a halál

## Ideológiája
Fourier szerint a társadalomban is alapvetően a Newton által leírt mechanikai törvények működnek, az emberi élet célja mégis az egyetemes boldogsághoz való eljutás, a tökéletes harmónia elérése. Az emberiség történetét korszakokra bontja: az első a boldog őskommunista ösztönkorszak, a második a vadság, a harmadik a patriarchátus és a kereskedelem fejlődésének korszaka, a negyedik a barbárság és az ötödik a civilizáció kora. Fourier elemzéseiben ez utóbbinak szentelte a legtöbb figyelmet. Kritikája itt válik legélesebbé; a civilizáció korszakát degenerációnak (elkorcsulás, elfajulás) tekinti. A korszak bukása után egy magasabb rendű társadalmi állapotnak, az általános harmónia korszakának kell beteljesednie. Az ideális társadalomban azonban megmarad a magántulajdon, a társadalmi osztályok és az adó. Társadalmi rendszerében egy racionalizált munka- és településszervezetet dolgozott ki, a falansztert. Fourier kijelentette, hogy a sikeres társadalom alapja a törődés és az együttműködés. Úgy gondolta, hogy az a társadalom, amely együtt tud működni, képes termelékenységének hatalmas fokozására. A falansztereket 4 emeletes komplexumokként tervezte meg, ahol a leggazdagabbak a legfelső emeleten, míg a legszegényebbek a földszinten laknak. Mivel a jólét alapja a munka és az ember az érdeklődésének fényében választ munkát, ezért úgy gondolta, hogy az emberek által nemkívánatosnak tartott munkákat ösztönzésül nagyobb bérrel kell honorálni. Fourier szerint a falansztert ideális esetben 1620 ember lakja egyszerre és egy napon ezek száma eléri a 6 milliót, melyeket később a Falanszterek Világkongresszusa tart viszonylag laza kapcsolatban össze. Bár kortársai között a gyakorlati megvalósításhoz támogatókat nem talált, eszméinek és ideológiájának bőven akadtak folytatói. Gondolatai jelentősen hatottak a marxizmusra, valamint több gondolkodóra és építészre. 

## Hatásai
Fourier elméletei tovább éltek az 1848-as francia forradalomban és az 1871-es Párizsi Kommünben. Hála Jean-Baptiste André Godin (1817–1888) francia gyárosnak, elképzelései a valóságban is megvalósultak Guise városában, bár ezeket "familiszternek" nevezték el. Fourier eszméi és részben Godin támogatásának hatására jött létre Texasban Victor Proposer Considérant alapításával a La Reunion közösség (később részt vett a Párizsi Kommün kiépítésében). Az Egyesült Államokban többen követték ezen elképzeléseket. Leghíresebbek: az Utópia (Ohio), North American Phalanx (New Jersey).
Teóriái nagy hatással voltak más 19–20. századi filozófiai irányzatokra, így a marxizmusra és az utópista szocializmusra is.

## Munkái
- Fourier, Charles. Théorie des quatre mouvements et des destinées générales, Lyon 1808
- Fourier, Charles. Œuvres complètes de Charles Fourier Paris: Anthropos, 1966–1968
- Fourier, Charles. Design for Utopia: Selected Writings. Studies in the Libertarian and Utopian Tradition. New York: Schocken, 1971 ISBN 0-8052-0303-6

### Magyarul
- A négy mozgás és az általános rendeltetések elmélete; ford., jegyz. Lázár Guy; Gondolat, Bp., 1977 (Etikai gondolkodók)